# Piotr Dardziński
Piotr Bartłomiej Dardziński (ur. 6 października 1972 w Krynicy-Zdroju) – polski polityk, politolog, doktor nauk humanistycznych, nauczyciel akademicki. W latach 2015–2018 podsekretarz stanu, a w latach 2018–2019 sekretarz stanu w Ministerstwie Nauki i Szkolnictwa Wyższego.

## Życiorys
Absolwent Uniwersytetu Jagiellońskiego. Ukończył studia politologiczne i dziennikarskie. Był stypendystą Uniwersytetu we Fryburgu w Szwajcarii. Został absolwentem programu menadżerskiego, realizowanego przez IESE Business School w Barcelonie.
W 2002 uzyskał na Wydziale Studiów Międzynarodowych i Politycznych Uniwersytetu Jagiellońskiego stopień naukowy doktora na podstawie pracy pt. Ordoliberalna koncepcja ładu politycznego, społecznego i ekonomicznego w myśli politycznej Wilhelma Roepkego. Od 2001 do 2004 wykładał w Wyższej Szkole Biznesu w Nowym Sączu. Był wykładowcą w Wyższej Szkoły Europejskiej im. ks. Józefa Tischnera w Krakowie, współorganizował studium podyplomowe „Życie i myśl Jana Pawła II”. Zatrudniony w Instytucie Nauk Politycznych i Stosunków Międzynarodowych Wydziału Studiów Międzynarodowych i Politycznych UJ.
Redagował „Azymut” (społeczny dodatek do „Gościa Niedzielnego”). Członek Klubu Jagiellońskiego, od stycznia 1999 do stycznia 2001 jego wiceprezes. W latach 2010–2013 należał do Platformy Obywatelskiej. Był wiceprezesem Instytutu Tertio Millennio oraz dyrektorem Centrum Myśli Jana Pawła II.
Od 2011 do 2013 był dyrektorem gabinetu politycznego ministra sprawiedliwości Jarosława Gowina. W 2013 został koordynatorem ogólnopolskim powołanego przez byłego ministra ruchu „Godzina dla Polski”. 14 grudnia tego samego roku objął funkcję wiceprezesa powstałej na bazie GdP partii Polska Razem. Pełnił ją przez około rok. 19 listopada 2015 objął stanowisko podsekretarza stanu w Ministerstwie Nauki i Szkolnictwa Wyższego. Wchodził także w skład rad Narodowego Centrum Badań i Rozwoju oraz Fundacji Rozwoju Systemu Edukacji. Wchodził w skład zarządu powstałej w listopadzie 2017 z przekształcenia Polski Razem partii Porozumienie. W lipcu 2018 przeszedł z funkcji podsekretarza stanu na stanowisko sekretarza stanu w MNiSW. Zakończył jej pełnienie 1 kwietnia 2019, kiedy został powołany na prezesa Sieci Badawczej Łukasiewicz. Zrezygnował z tej funkcji w lutym 2023.